# فرانك مارتن (سياسي)
فرانك مارتن (بالإنجليزية: Frank Martin)‏ هو محامي وسياسي أمريكي، ولد في 4 نوفمبر 1938 في كولومبوس في الولايات المتحدة، وتوفي بنفس المكان في 12 أغسطس 2012 بسبب سرطان البنكرياس. حزبياً، نشط في الحزب الديمقراطي.